# Montmédy
Montmédy é uma comuna francesa na região administrativa de Grande Leste, no departamento de Meuse. Estende-se por uma área de 23,49 km². Em 2010 a comuna tinha 2 179 habitantes (densidade: 92,8 hab./km²).